# Hermann von Bassewitz
Hermann Friedrich Theodor Christian Karl von Bassewitz (né le 8 mars 1858 à Güstrow et mort le 5 janvier 1930 à Schwerin) est un lieutenant général prussien .

## Biographie

### Origine
Il est issu de la lignée mecklembourgeoise de l'ancienne famille von Bassewitz. Ses parents sont le conseiller privé de Güstrow Hermann von Bassewitz (1815-1886) et son épouse Charlotte, née von Blücher (1832-1918) de la branche de Sukow. Il a un frère aîné et deux frères plus jeunes, dont le contre-amiral Joachim Adolph von Bassewitz (de) et une sœur,.

### Carrière militaire
À partir de 1868, Bassewitz étudie à l'institut des cadets de Plön et en 1873, il rejoint l'institut principal des cadets de Groß-Lichterfelde. En 1876, il est nommé sous-lieutenant du 90e régiment de fusiliers (de) dans l'armée prussienne à Rostock, où il sert avec le futur explorateur africain et gouverneur de l'Afrique orientale allemande Hermann von Wissmann. En tant que meilleur gymnaste du régiment, Bassewitz entre à l'Institut militaire de gymnastique de Berlin. En 1893, Bassewitz est capitaine et chef de la 3e compagnie du 91e régiment d'infanterie (de) à Oldenbourg sous les ordres du colonel Paul von Hindenburg, plus tard maréchal et président du Reich. En 1900, il travaille à l'école des sous-officiers de Potsdam. En 1901, Bassewitz sert dans le 92e régiment d'infanterie (de) à Brunswick.
En 1909, il est major dans le 86e régiment de fusiliers (de) à Flensbourg. En 1911, il est lieutenant-colonel dans le 27e régiment d'infanterie à Halberstadt. Le 27 janvier 1913, Bassewitz est promu colonel et le 5 mars 1913 prend le commandement du 88e régiment d'infanterie à Mayence.
Avec le déclenchement de la Première Guerre mondiale, Bassewitz devient commandant de la 50e brigade d'infanterie de réserve, avec laquelle il est déployé sur le front occidental. En septembre 1914, il est blessé au combat par une balle dans l'avant-bras. En tant que général de division, il commande jusqu'à la fin de la guerre une division d'infanterie entre la Flandre et la Champagne, la dernière en date étant la 220e division d'infanterie. Le 11 septembre 1918, le maréchal Hindenburg lui décerne la croix de commandeur de l'ordre de la Maison royale de Hohenzollern avec épées lors de sa visite au front. Au printemps 1919, Bassewitz se retire du service militaire actif en tant que lieutenant général.

### Retraite
Bassewitz passe sa retraite à Schwerin. Dans sa vie privée, il est un chasseur et un alpiniste passionné et s'intéresse au contexte économique de son époque. Il est également impliqué en tant que chevalier légal dans le couvent de la coopérative mecklembourgeoise de l'ordre de Saint-Jean. Bassewitz reste célibataire. Il mourut d'une infection de l'oreille moyenne au début des années 1930. Des photos de Bassewitz et de sa tombe fleurie sont exposées au musée de la garnison de la citadelle de Mayence.